# La trilla
La trilla es el nombre de un boceto para cartón para tapiz diseñado por Francisco de Goya, durante su quinta serie de cartones para tapices. Se convirtió en el tapiz La era, destinado a una de las piezas de los Príncipes de Asturias en el Palacio del Pardo.
Fue presentada a los Príncipes Carlos de Borbón y María Luisa de Parma, así como al rey Carlos III a finales de 1786. Años después Goya puso en venta este esbozo junto con una ingente cantidad de sus obras a los duques de Osuna, grandes mecenas de su trabajo. Permanecieron en la Alameda de Osuna —palacio personal de los duques decorado por cuadros pergeñados por el pintor de Fuendetodos— desde 1788 hasta 1896, cuando fue vendido en subasta a R. Trauman.
El coleccionista español José Lázaro Galdiano lo adquirió entre 1925 y 1927, siendo esta última fecha cuando aparece en el catálogo de su institución artística, en la que permanece hasta la fecha.

## Análisis
Este boceto posee vista panorámica sobre la base de tres grupos, tres actitudes distintas de campesinos descansando durante la trilla. A la izquierda descuella un castillo medieval, y cuatro hombres se burlan de un campesino que bebe, eco de El bebedor. Al ser el centro de toda la composición Goya le otorga una camisa blanca que irradia luz, lo mismo que en El tres de mayo de 1808 en Madrid, a pesar de ser temas completamente distintos.
Unos niños en segundo plano juegan con un carro de espigas y un fuerte caballo come apaciblemente. Un corpulento campesino y una yegua descansan mientras otro reparte el trigo para la próxima trilla. Una de las mujeres, entretanto, se ha percatado del peligro que corre un niño —probablemente su hijo— y le recoge del carro de espigas. Otra mujer amamanta a su crío.
La paleta de tonos cálidos y amables es notable herencia del rococó, que Goya admiraba profundamente.